# Монтеросо Стационе (Анкона)
Монтеросо Стационе је насеље у Италији у округу Анкона, региону Марке.
Према процени из 2011. у насељу је живело 224 становника. Насеље се налази на надморској висини од 378 м.